# آرثور ماك آرثور جونيور
آرثور ماك آرثور جونيور (بالإنجليزية: Arthur MacArthur, Jr.)، من مواليد 2 يونيو سنة 1845م، وتوفي بتاريخ 5 سبتمبر سنة 1912م، وهو جنرال عسكري أمريكي، شارك في اجتياح الأراضي الفلبينية سنة 1900م، وحصل على ميدالية الشرف.

## وصلات خارجية
- "Bio and gravesite photo of Arthur MacArthur, Jr". مؤرشف من الأصل في 2019-05-11. اطلع عليه بتاريخ 2010-09-24.
- "Civil War Medal of Honor recipients (M-Z)". Medal of Honor citations. United States Army Center of Military History. 3 أغسطس 2009. مؤرشف من الأصل في 2010-07-07. اطلع عليه بتاريخ 2010-07-01.
- "Photograph on the cover of the New York Tribune, Memorial Day". 30 مايو 1909. مؤرشف من الأصل في 2019-12-07. اطلع عليه بتاريخ 2010-09-24.